# Monte Redoubt (Alberta)
Il Monte Redoubt è situato nel Banff National Park, nella provincia canadese di Alberta.
Il nome "redoubt" è stato conferito alla montagna nel 1908 da Arthur O. Wheeler, fondatore dell'Alpine Club of Canada. Il termine, che in lingua italiana significa "ridotta", fu attribuito da Wheeler poiché la conformazione del monte ricordava quella delle strutture militari.